# Comté d'Ulster (New York)
Pour les articles homonymes, voir Ulster (homonymie).
Le comté d'Ulster (en anglais : Ulster County) est l'un des 62 comtés de l'État de New York, aux États-Unis. Le siège du comté est Kingston. 

## Comtés adjacents
| Comté de Delaware | Comté de Greene | Comté de Columbia |
|                   | comté d'Ulster  |                   |
| Comté de Sullivan | Comté d'Orange  | Comté de Dutchess |

## Population

Pyramide des âges du comté d'Ulster (2000).

Lors du recensement de 2020, le comté comptait une population de 181 851 habitants. Elle est estimée, en 2018, à 178 599 habitants,.
| Groupe            | Comté d'Ulster | New York | États-Unis |
| ----------------- | -------------- | -------- | ---------- |
| Blancs            | 86,7           | 66,8     | 72,4       |
| Afro-Américains   | 6,0            | 15,9     | 12,6       |
| Métis             | 2,8            | 3,0      | 2,9        |
| Asiatiques        | 1,7            | 7,3      | 4,8        |
| Amérindiens       | 0,3            | 0,6      | 0,9        |
| Autres            | 2,5            | 7,5      | 6,4        |
| Total             | 100            | 100      | 100        |
|                   |                |          |            |
| Latino-Américains | 8,7            | 17,6     | 16,7       |

## Histoire
Le comté a été fondé en 1683.

## Municipalités du comté
- Esopus,
- Gardiner (New York)
- Highland,
- Kingston,
- Woodstock.